# Atletica leggera ai Giochi della XVI Olimpiade - Getto del peso maschile

Video della Finale (film ufficiale dei Giochi)

La competizione del getto del peso maschile di atletica leggera ai Giochi della XVI Olimpiade si è disputata il giorno 28 novembre 1956 al Melbourne Cricket Ground.

## L'eccellenza mondiale
| Campione olimpico 1952   | 17,41      | Parry O'Brien | Presente |
| Campione europeo 1954    | 17,20      | Jiří Skobla   | Presente |
| Primatista mondiale      | 19,25 1956 | Parry O'Brien | Presente |
| Vincitore dei Trials USA | 18,54      | Parry O'Brien | Presente |

Parry O'Brien, il campione in carica, viene da una striscia vincente che si prolunga da 115 gare.

Durante l'anno ha fatto un record del mondo dopo l'altro, portando il limite assoluto da 18,62 a 19,25 metri.

## Risultati

### Turno eliminatorio
Qualificazione15,00 m
Tutti i quattordici atleti ottengono la misura richiesta.

La miglior prestazione appartiene a Jiří Skobla (Cecoslovacchia) con 17,15 m.
| Pos. | Atleta              | Nazione          | Misura | Lanci | Lanci | Lanci |
| Pos. | Atleta              | Nazione          | Misura | 1°    | 2°    | 3°    |
| ---- | ------------------- | ---------------- | ------ | ----- | ----- | ----- |
| 1    | Jiří Skobla         | Cecoslovacchia   | 17,15  | 17,15 | -     | -     |
| 2    | Bill Nieder         | Stati Uniti      | 16,76  | 16,76 | -     | -     |
| 3    | Parry O'Brien       | Stati Uniti      | 16,63  | 16,63 | -     | -     |
| 4    | Barry Donath        | Australia        | 16,57  | 16,57 | -     | -     |
| 5    | Erik Uddebom        | Svezia           | 16,35  | 16,35 | -     | -     |
| 6    | Silvano Meconi      | Italia           | 16,19  | 16,19 | -     | -     |
| 7    | Georgios Tsakanikas | Grecia           | 15,99  | 14,93 | 15,99 | -     |
| 8    | Ken Bantum          | Stati Uniti      | 15,76  | 15,76 | -     | -     |
| 9    | Karl-Heinz Wegmann  | Germania         | 15,73  | 15,73 | -     | -     |
| 10   | Vladimir Loščilov   | Unione Sovietica | 15,63  | 15,63 | -     | -     |
| 11   | Peter Hanlin        | Australia        | 15,62  | 15,62 | -     | -     |
| 12   | Raymond Thomas      | Francia          | 15,42  | 15,42 | -     | -     |
| 13   | Barclay Palmer      | Gran Bretagna    | 15,19  | 15,19 | -     | -     |
| 14   | Boris Beljaëv       | Unione Sovietica | 15,03  | 15,03 | -     | -     |

### Finale
Parry O'Brien vince per manifesta superiorità, distaccando il secondo arrivato di quasi 40 cm.
Con questa vittoria O'Brien raggiunge il numero di 116 vittorie consecutive, un record rimasto ineguagliato nel XX secolo.
| Pos.    | Atleta              | Età | Nazione          | Misura | Lanci | Lanci | Lanci | Lanci | Lanci | Lanci |
| Pos.    | Atleta              | Età | Nazione          | Misura | 1°    | 2°    | 3°    | 4°    | 5°    | 6°    |
| ------- | ------------------- | --- | ---------------- | ------ | ----- | ----- | ----- | ----- | ----- | ----- |
| Oro     | Parry O'Brien       | 24  | Stati Uniti      | 18,57  | 17,92 | 18,47 | 18,37 | 18,45 | 18,57 | 18,23 |
| Argento | Bill Nieder         | 23  | Stati Uniti      | 18,18  | n     | 17,61 | 17,81 | 16,82 | 18,18 | n     |
| Bronzo  | Jiří Skobla         | 26  | Cecoslovacchia   | 17,65  | 17,39 | 16,70 | 17,34 | 17,51 | 17,05 | 17,65 |
| 4       | Ken Bantum          | 21  | Stati Uniti      | 17,48  | 16,99 | n     | 16,27 | 17,48 | n     | n     |
| 5       | Boris Beljaëv       | 23  | Unione Sovietica | 16,96  | 16,96 | 16,05 | 16,58 | 15,96 | 16,11 | 16,24 |
| 6       | Erik Uddebom        | 22  | Svezia           | 16,65  | 16,54 | n     | 16,65 | 15,74 | 16,06 | 16,31 |
| 7       | Karl-Heinz Wegmann  | 22  | Germania         | 16,63  | 16,43 | 16,63 | 16,37 |       |       |       |
| 8       | Georgios Tsakanikas | 22  | Grecia           | 16,56  | n     | 16,56 | 15,52 |       |       |       |
| 9       | Barry Donath        | 23  | Australia        | 16,52  | n     | 16,52 | 16,01 |       |       |       |
| 10      | Silvano Meconi      | 25  | Italia           | 16,28  | n     | 16,28 | 15,83 |       |       |       |
| 11      | Peter Hanlin        | 25  | Australia        | 16,08  | 15,76 | 16,08 | 15,50 |       |       |       |
| 12      | Barclay Palmer      | 24  | Gran Bretagna    | 15,81  | 15,81 | 15,17 | 15,65 |       |       |       |
| 13      | Vladimir Loščilov   | 24  | Unione Sovietica | 15,62  | 15,62 | 15,33 | 15,39 |       |       |       |
| 14      | Raymond Thomas      | 25  | Francia          | 15,31  | 15,11 | 15,28 | 15,31 |       |       |       |

Nel 1959 O'Brian riceverà il premio "James E. Sullivan" come miglior atleta dell'anno negli sport non professionistici.